# Prínia ventreclara
La prínia ventreclara o prínia mosquitera (Phyllolais pulchella) és una espècie d'ocell passeriforme i pertany a la família Cisticolidae. És pròpia de l'Àfrica oriental i Central. És l'única espècie del gènere Phyllolais.

## Distribució i hàbitat
Se la troba al Camerun, República Centreafricana, Txad, República Democràtica del Congo, Eritrea, Etiòpia, Kenya, Nigèria, Ruanda, Sudan, Tanzània i Uganda. L'hàbitat natural són els boscos secs tropicals, la sabana seca, i les zones d'arbustos secs tropicals.
És un ocell petit de color clar que habita a la sabana i boscos d'acàcia. Té especial preferència per l'Acacia xanthophloea i l'Acacia abyssinica i sovint se la veu alimentant-se entre les branques formant parelles o petits grups. És poc conspícua als seus hàbitats però sovint se la pot observar alimentant-se en esbarts mixtes juntament amb altres espècies.